# Air Alps
Air Alps, Eigenschreibweise airA!ps (zeitweise auch KLM Alps; rechtlich AAA-Air Alps Aviation), war eine österreichische Regionalfluggesellschaft mit Sitz in Innsbruck.

## Geschichte

### Gründung und erste Jahre
Air Alps wurde im Jahr 1998 durch Air Engiadina (49 %) und deren Manager Dietmar Leitgeb (51 %) als Air Alps Aviation Alpenländische Luftfahrt GmbH mit Sitz Igls/Innsbruck gegründet und ging bald darauf ein Abkommen mit der niederländischen KLM ein, in dessen Folge sie kurzzeitig unter dem Namen KLM Alps auftrat und auch am Vielfliegerprogramm Flying Dutchman teilnahm. Der Flugbetrieb begann 1999 mit der Übernahme von zwei Dornier 328 als KLM-Franchisenehmer (KLM Alps) von Innsbruck bzw. Salzburg nach Amsterdam.
Im Jahr 2000 stießen drei weitere Dornier 328 zur Flotte und Air Alps konnte damit das Streckennetz um die Verbindungen Innsbruck – Wien und Amsterdam – Linz erweitern, bzw. einen ´Minihub´ in Klagenfurt eröffnen mit neuen Linien (jeweils über Salzburg) nach Hamburg, Köln und Amsterdam. Hamburg und Köln wurden aber bald wieder aufgegeben. Insgesamt flog Air Alps im Jahr 2000 mit 68 Flügen pro Woche von Österreich nach Amsterdam. Weiter wurde der Hauptsitz vom Flughafen in die Stadt verlegt, Dietmar Leitgeb übernahm die Anteile von Air Engiadina und es erfolgte eine Kapitalerhöhung auf 2 Mio. €.
Ab Winterflugplan 2000/2001 bestand mit Swissair (und später mit deren Nachfolgerin Swiss) ein Codeshare-Abkommen auf der neu eingerichteten Linie Klagenfurt-Zürich und der später in 2001 folgenden Linie Innsbruck – Zürich.
Zu Beginn 2001 wurde eine neue Uniform eingeführt und die Strecken Wien – Stuttgart bzw. die bereits erwähnte Innsbruck – Zürich eröffnet. Im Frühjahr musste mit einer 34 Mio. € Überschuldung, als siebtgrößte Pleite des Landes, der Ausgleich angemeldet werden. Im selben Jahr wurde die angeschlagene Fluggesellschaft durch einen Zusammenschluss von 28 Südtiroler Industriellen um dem Schinkenproduzenten Franz Senfter (86 % 26 Südtiroler Investoren, 7 % Provinz Südtirol und 7 % Land Tirol) von Dietmar Leitgeb übernommen, welcher als Air Alps CEO zurücktrat. Es erfolgte eine weitere Kapitalerhöhung auf 7 Mio. €. Der operative Name KLM Alps wurde fallen gelassen und der Betrieb unter dem Namen Air Alps Aviation und einer neuen Corporate Identity wieder aufgenommen. Die Zusammenarbeit mit Swissair/Swiss konnte nicht mehr aufrechterhalten werden und Air Alps musste im Herbst 2001 alle Flüge nach Zürich einstellen.
2002 wurde der ehemalige Alitalia- und Alpi Eagles-Manager Aldo Bevilacqua neuer CEO und es erfolgte eine Neuausrichtung der Fluglinie, wobei nun Italien bzw. Südtirol im Zentrum stehen sollten. Es folgte die Eröffnung einer Basis in Bozen mit der Stationierung eines Flugzeuges und der geplanten Aufnahmen der Strecken nach Cagliari, Olbia, Neapel und Lamezia Terme in Zusammenarbeit mit Alitalia. Im Sommer 2002 startete eine Zusammenarbeit mit Austrian Airlines auf der Linie von Wien nach Banja Luka und die Eröffnung eigener Routen von Wien bzw. München nach Siena und Olbia. Im Herbst folgten dann Linien von Rom nach Stuttgart und Bern. Mit der Übernahme einer sechsten Dornier 328 konnten der Ausbau des Netzes weiterverfolgt und die Linien Parma nach Rom und Olbia eröffnet werden. 2002 operierte Air Alps somit mit zwei Dornier 328 ex Innsbruck, zwei ex Salzburg, einer ex Linz und einer ex Bozen.
Im Jahr 2003 führte die Fluggesellschaft erneut eine neue Uniform ein und übernahm eine siebte Dornier 328 (OE-LKG), welche das Netzwerk weiter verstärkte. In Bern wurde eine neue Basis eingerichtet und die Linien Bern – Amsterdam und im Sommer auch Elba (ebenfalls ab Zürich) aufgenommen. Es folgten weitere Linien von Stuttgart nach Bologna und Lamezia Terme, von Bozen nach Lamezia Terme und Bozen über Rom nach Tortoli. Die Zusammenarbeit mit Alitalia wurde weiter vertieft und dafür war unter anderem geplant, fünf weitere (zwei davon ehemalige Minerva) Dornier 328-110 zu übernehmen. Die Kooperation mit City Air auf der Route Berlin-Tegel – Linz – Salzburg musste aber beendet werden.
Ebenfalls 2003 erfolgte eine weitere Kapitalerhöhung auf diesmal 16 Mio. € und im Jahr 2004 startete die Linie Bozen – München in Zusammenarbeit mit Lufthansa. Es musste in diesem Jahr die Route Bologna – Lamezia Terme wieder eingestellt werden, dafür gab es aber Pläne eine Basis in Brescia einzurichten.
Die Passagierzahlen erhöhten sich kontinuierlich von anfangs 72.000 (1999) auf 180.000 (2000) bzw. 190.000 (2001) und erreichten im Jahr 2004 dann die Zahl 400.000.

### Entwicklung seit 2009
Am 4. Juni 2009 wurde am Landesgericht Innsbruck ein Ausgleichsverfahren über Air Alps eröffnet. Im Dezember desselben Jahres wurde Air Alps durch Welcome Air übernommen. Bei dieser Transaktion übernahm Welcome Air 76 Prozent bzw. verblieben die restlichen 24 Prozent in den Händen der Südtiroler Unternehmer, der Region Trentino-Südtirol und der Südtiroler Transportstrukturen AG (STA).
Air Alps stellte infolge finanzieller Schwierigkeiten am 13. Jänner 2012 den gesamten Flugbetrieb bis auf Weiteres ein. Welcome Air veranlasste des Weiteren, die gesamte Air-Alps-Flotte nach Innsbruck zu überstellen. Der Flugbetrieb wurde aus „operativen Gründen“ abgesagt – so unter anderem die Flüge für Bozen, Rom, Mailand, Parma, und Salerno. Am 1. Februar 2012 wurde der Flugbetrieb wieder aufgenommen, allerdings vorerst ohne Zusammenarbeit mit Alitalia und vorerst nur von Bozen zum Flughafen Rom-Fiumicino. Jedoch wurde diese Strecke wieder eingestellt und Air Alps führte nur noch vereinzelt Charterflüge durch. Im Juni 2013 wurde der Flugbetrieb erneut eingestellt und die Flugzeuge in Innsbruck stillgelegt.
Am 20. August 2013 wurde durch die Eigentümer der Beschluss zur Liquidation getroffen. Zuvor war die Suche nach Investoren gescheitert. Ende Oktober 2013 wurden im Zuge der Liquidation der überwiegende Anteil der Mitarbeiter der Air Alps entlassen.
Im November 2013 zeigte eine deutsche Investorengruppe Interesse an der Übernahme der AirAlps und der Fortführung der Gesellschaft.
Am 3. Februar 2014 startete im Zusammenhang mit der geplanten Übernahme durch die Investorengruppe die erste Maschine nach fast einem Jahr der Aussetzung des Flugbetriebes zu ihrem Jungfernflug von Bremen nach Zürich.
Bedingt durch das Scheitern der Übernahmeverhandlungen wurde der Linienverkehr zum 28. Februar 2014 wieder eingestellt.
Im Oktober 2014 wurden die Gesellschaftsanteile der „Welcome Air“ in Höhe von 76 % an der AirAlps durch eine deutsche Investorengruppe erworben. Durch die Eigentümerversammlung wurde im November 2014 die Aufhebung der Liquidation der AirAlps und die Fortführung der Gesellschaft beschlossen.
Die AirAlps befand sich damals in einem umfassenden Restrukturierungsprozess in dessen Ergebnis eine Veränderung des bisherigen Geschäftsmodells und eine Neuausrichtung am Markt erwartet wurde.

## Flugziele
Air Alps bot regelmäßige Linienflüge von Bozen und Parma zum Flughafen Rom-Fiumicino an. In den Sommermonaten wurde auch Olbia auf Sardinien mit diesen beiden Städten verbunden. Zudem wurden Charterflüge zu Urlaubsdestinationen in und um Italien durchgeführt und die Flugzeuge auch für andere Fluggesellschaften, darunter beispielsweise Alitalia und Cirrus Airlines, eingesetzt. Neben der Linie Bozen – Rom betrieb Air Alps seit dem 1. April 2012 im Auftrag der Austrian Airlines insgesamt 33 mal pro Woche die Strecke Linz – Wien.
Von Anfang Februar 2014 bis zum 28. Februar 2014 wurde die Strecke Bremen – Zürich in Kooperation mit der Rostock Airways betrieben.

### Codesharing
Air Alps unterhielt ein Codeshare-Abkommen mit Alitalia und Austrian Airlines. In der Vergangenheit bestanden weitere Vereinbarungen mit KLM, Swissair, Swiss International Air Lines und City Air.

## Flotte
Mit Stand Februar 2015 sind keine Flugzeuge auf Air Alps registriert.